# نیروگاه هسته‌ای نامیئه-اوداکا
نیروگاه هسته‌ای نامیئه-اوداکا (به لاتین: Namie-Odaka Nuclear Power Plant) یک نیروگاه هسته‌ای و طرح در ژاپن است که در استان فوکوشیما واقع شده‌است.